# Mariano Salvador Maella
Mariano Salvador Maella (Valence, 21 août 1739 - Madrid, 10 mai 1819) est un peintre espagnol. Il fait des études de sculpture et de peinture.
Il est élu en 1756 à l'Académie royale des beaux-arts de San Fernando dont il deviendra directeur général.
Il fait partie de l'entourage de Mengs qui l'aide et le protège. Il travaille pour la Fabrique royale de tapisserie et en 1774 devient "Pintor de Camara" (peintre de la chambre du roi), puis Premier Peintre en 1799, en même temps que Goya.

## Œuvre
L'œuvre de Maella englobe différents genres et styles, de la peinture religieuse — où se distinguent ses Inmaculadas (Immaculée Conception) — aux portraits et aux cartons de tapisserie avec des scènes de genre. Lors de son séjour à Rome, il a réalisé des copies de tableaux des grands maîtres : Guido Reni, Carlo Maratta ou Le Guerchin (conservées à l'Académie royale des beaux-arts de San Fernando de Madrid)) ou la série des quatre saisons commandée par Charles IV pour décorer la Casa del Labrador (es) du palais royal d'Aranjuez (conservées au musée du Prado de Madrid.
En 1785, à la demande de Charles III, avec Francisco Bayeu ils entreprennent la restauration de peintures appartenant aux collections royales.
- Esquisse du Portrait de Charles III d'Espagne, huile sur toile, 47 × 36 cm, Musée des beaux-arts d'Agen
- Vénus remettant sa ceinture à Junon, huile sur toile, 50 × 40 cm, probable esquisse pour une fresque, Musée des beaux-arts d'Agen

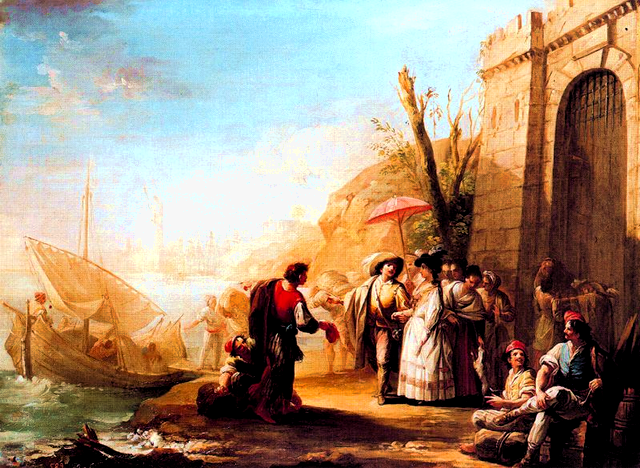
Marina, par Mariano Salvador Maella
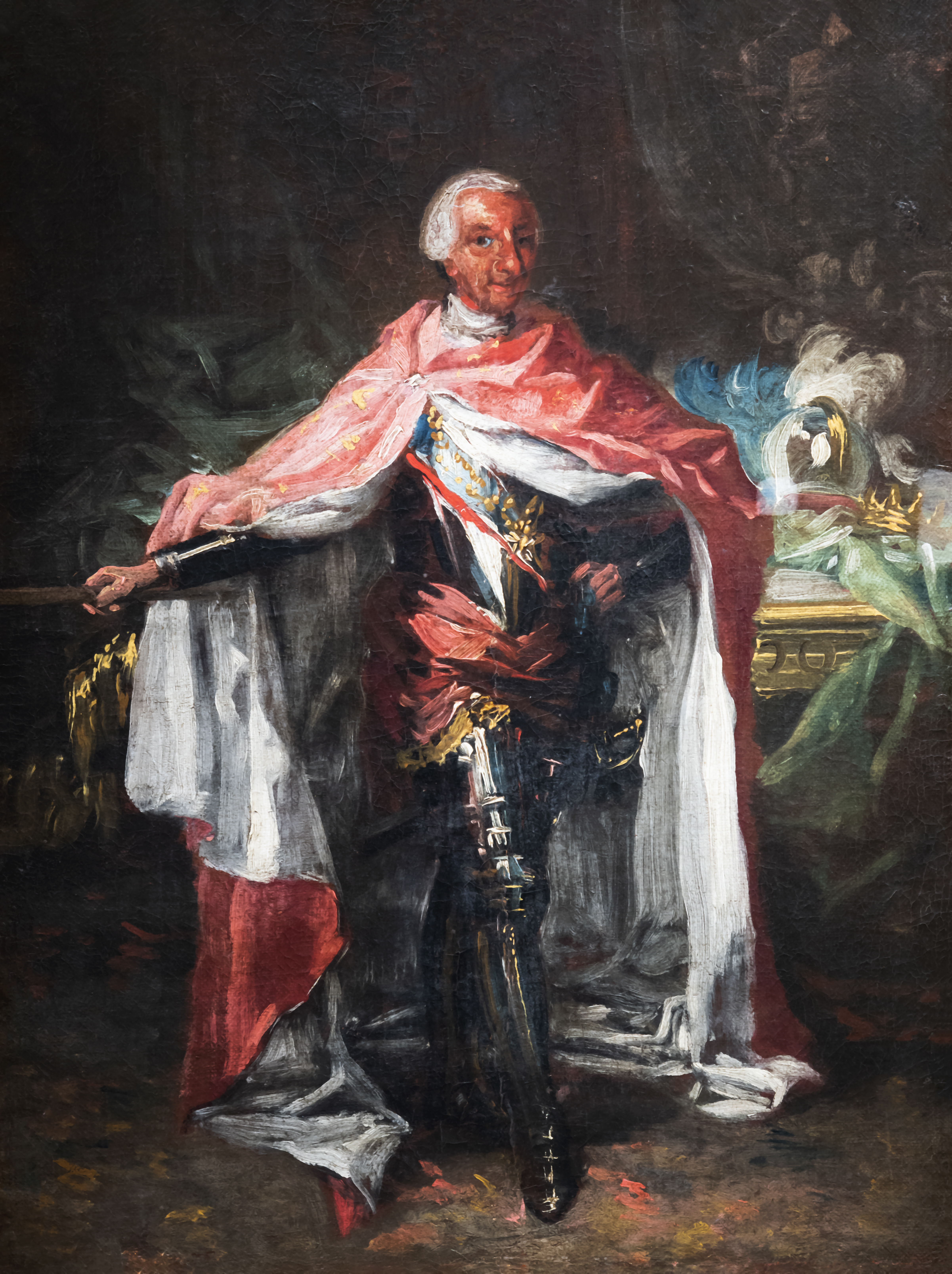
Esquisse du Portrait de Charles III d'Espagne Musée des beaux-arts d'Agen